# Andrew Loog Oldham
(Andrew Loog Oldham)
Andrew Loog Oldham (Paddington, 29 gennaio 1944) è un produttore discografico, imprenditore e compositore britannico. Divenne celebre negli anni sessanta in quanto scopritore dei Rolling Stones nonché loro manager e produttore discografico dal 1963 al 1967.

## Biografia
Figlio illegittimo di Celia Oldham e Andrew Loog (un texano di origini olandesi che aveva prestato servizio nell'aviazione dell'esercito americano durante la seconda guerra mondiale venendo ucciso in combattimento nel giugno del '43), da bambino Andrew veniva soprannominato "Alo" dalla madre. Oldham frequentò l'Aylesbury School for Boys, la Cokethorpe School nell'Oxfordshire, la St Marylebone Grammar School e la Wellingborough School nel Northamptonshire. Ben presto gli interessi del giovane Oldham si spostarono sulla nascente cultura pop della "Swinging London" degli anni sessanta ed egli iniziò a lavorare a Carnaby Street per il designer di abiti mod John Stephen e successivamente come assistente dell'allora emergente stilista Mary Quant.

### Carriera

#### The Rolling Stones
(Mick Jagger)

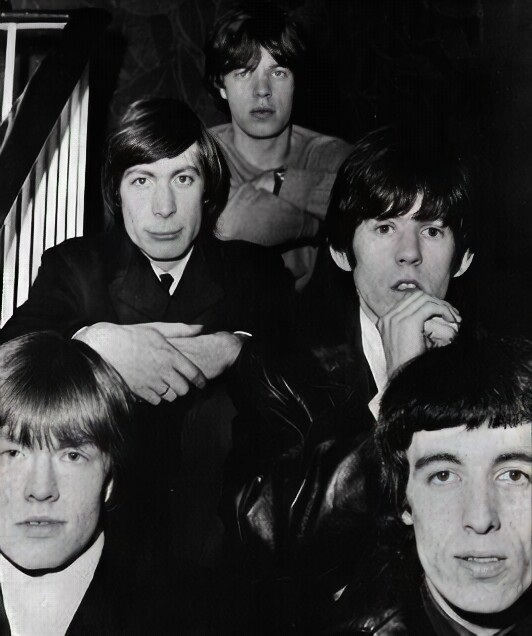
I Rolling Stones nel 1965

Spostatosi dal mondo della moda a quello della musica, Oldham iniziò a lavorare come pubblicitario per diversi artisti musicali inglesi e americani e per il celebre produttore Joe Meek. Tra i suoi progetti dell'epoca rientrarono la promozione di Bob Dylan durante la sua prima visita in Gran Bretagna e, dietro mandato di Brian Epstein, la sponsorizzazione dei Beatles all'inizio del 1963. Nell'aprile 1963, un suo amico giornalista gli consigliò di andare a sentire un nuovo gruppo R&B chiamato "The Rolling Stones". Oldham vide del potenziale nei cinque giovani e decise di farne gli "anti-Beatles", promuovendone un'immagine "brutta, sporca, e cattiva" in contrasto con l'aria da bravi ragazzi dei Beatles prima maniera. Oldham, ancora adolescente, si avvalse di un socio in affari più esperto (Eric Easton) affinché lo consigliasse nel periglioso mondo del music business, e divenne il manager degli Stones che in precedenza erano stati rappresentati in maniera non ufficiale da Giorgio Gomelsky. Non si trattava comunque della prima esperienza in assoluto poiché Oldham era stato in precedenza in affari con Peter Meaden, il primo manager dei The Who, ma i due avevano presto rotto i rapporti. Oldham fece firmare agli Stones un contratto discografico con la Decca contattando Dick Rowe, il dirigente che in precedenza aveva clamorosamente rifiutato di far firmare i Beatles per l'etichetta in questione.
Le strategie messe in atto da Oldham per portare il gruppo al successo furono le seguenti: 
- Mantenere i diritti di pubblicazione sul materiale registrato dalla band;
- Estromettere dalla formazione ufficiale del gruppo il pianista Ian Stewart, facendolo agire solo in studio come session man, perché non aveva il "look giusto" per essere uno Stones;
- Portare John Lennon & Paul McCartney in studio di registrazione, facendo loro scrivere il brano I Wanna Be Your Man appositamente per gli Stones in modo che loro lo pubblicassero come secondo singolo;
- Incoraggiare Jagger e Richards ad iniziare a scrivere le loro canzoni;
- Scrivere personalmente le note interne dei dischi del gruppo sotto forma di piccole poesie pop;
- Promuovere nei mass media l'immagine da "cattivi ragazzi" dei Rolling Stones rispetto ai "bravi" Beatles. Nel far ciò, Oldham coniò la famosa frase pubblicitaria: "Would you let your daughter go with a Rolling Stone?" ("Lascereste uscire vostra figlia con un Rolling Stone?") più volte riportata dalla stampa e citata negli anni seguenti. Tale frase, modificata poi in una meno scandalosa "Lascereste sposare vostra sorella con un Rolling Stone?", venne pubblicata sulla rivista Melody Maker il 14 marzo 1964 riscuotendo un effetto promozionale enorme.

(Andrew Loog Oldham)
Oldham produsse anche tutte le registrazioni dei Rolling Stones dal 1963 alla fine del 1967 nonostante non avesse esperienza pregressa nel ruolo di produttore discografico. Scoprì Marianne Faithfull durante una festa e le diede da incidere il brano di Jagger & Richards As Tears Go By per la sua carriera di cantante. In studio di registrazione Oldham diede vita alla sua Andrew Oldham Orchestra, dedita alla registrazione in versione strumentale di brani pop. Queste reinterpretazioni strumentali furono oggetto di riscoperta nel corso degli anni novanta quando il gruppo musicale dei The Verve utilizzò un campionamento d'archi preso dalla versione strumentale del brano dei Rolling Stones The Last Time, eseguita dall'orchestra di Oldham, per il loro hit Bitter Sweet Symphony; nella battaglia legale che ne scaturì, le royalties del brano dei Verve furono accreditate a Jagger & Richards.
Con il raggiungimento del successo, Oldham si fece una reputazione di gangster androgino e dandy, che girava sempre con una gigantesca guardia del corpo di nome "Reg" per tenere alla larga eventuali scocciatori e fan troppo invadenti. Nel 1966 Oldham cedette il management dei Rolling Stones a Allen Klein, ma continuò a svolgere il suo ruolo di manager "de facto" e di produttore musicale della band fino alla fine del 1967. I rapporti personali con i membri del gruppo si erano lentamente deteriorati a causa del crescente abuso di droga da parte di Oldham e al disinteresse da lui mostrato verso i problemi legali che la band stava affrontando nel '67 (proprio a causa dell'atteggiamento "allegro" rispetto alle droghe).

#### Immediate Records
Nel 1965 Oldham fondò la Immediate Records, una delle prime etichette indipendenti sorte in Gran Bretagna. Tra gli artisti che registrarono per la Immediate ci furono: P. P. Arnold, Chris Farlowe, Small Faces, John Mayall & The Bluesbreakers, Rod Stewart, The Nice, Jimmy Page, Jeff Beck, Eric Clapton, The McCoys, The Strangeloves, e Duncan Browne.
Negli anni settanta ed ottanta, Oldham lavorò principalmente negli Stati Uniti. Produsse Donovan ed altri artisti. Nella metà degli anni ottanta, si stabilì in Colombia dopo aver sposato Esther Farfan, una modella colombiana.

### Carriera recente
Nel corso degli anni novanta Oldham ha contribuito a scrivere una biografia degli ABBA e ha firmato tre autobiografie: Stoned (1998), 2Stoned (2001), e Rolling Stoned (2011) nelle quali racconta le sue esperienze come manager, produttore, ed impresario.
Nel 2005 Oldham venne chiamato da Steven Van Zandt a condurre uno show radiofonico sul canale Underground Garage. Nel 2006 ha iniziato a collaborare con il musicista argentino Charly García. Nel 2008 ha lavorato alla produzione del nuovo album dei Los Ratones Paranoicos. Inoltre ha anche prodotto ed arrangiato l'album del cantante canadese Wyckham Porteous 3 A.M. (2008). Dal 2008 si occupa del management dell'artista pop colombiano Juan Galeano.

## Andrew's Blues
La canzone Andrew's Blues, cantata da Gene Pitney insieme ai Rolling Stones e apparsa in numerosi bootleg degli Stones, è un'ironica presa in giro di Oldham.